# Иньигес, Далия
Далия Иньигес Рамос (исп. Dalia Íñiguez Ramos; 1 мая 1901, Гавана — 4 октября 1995, Мехико) — мексиканская и кубинская актриса кино и телевидения.

## Биография
Родилась 1 марта 1901 года в Гаване. Через некоторое время переехала вместе со своими родителями в Мехико и посвятила этому городу всю оставшуюся жизнь. В мексиканском кинематографе дебютировала в 1946 году и снялась в 47 работах в кино и телесериалах.
Скончалась 4 октября 1995 года в Мехико.

## Личная жизнь
Далия Иньигес была дважды замужем и оба брака завершились разводом.
- Первым мужем был актёр Рафаэль Белтран
- Вторым супругом — также актёр Хуан Пулидо. В этом браке родился один ребёнок.

## Фильмография

### Телесериалы
- 1958 —
  - Запретная тропа
  - Там, где тревога
- 1959 — Твоё достоинство
- 1960 — Лицо из прошлого
- 1961 — Елена
- 1963 — Неприкаянные сердца
- 1964 —
  - Женщина-врач
  - Скорая помощь

### Фильмы
- 1965 — Вороны в трауре — соседка